# Capitali degli stati indiani
Le città capitali degli stati indiani sono distinte dalla legge indiana in capitali amministrative, legislative e giudiziarie.
Nell'elenco sono i territori sono indicati con il nome in corsivo.

## Elenco
| Nº | Stato o territorio dell'Unione     | Capitali amministrative              | Capitali legislative                | Capitali giudiziarie              | Anno di istituzione                                                     | Capitale precedente |
| -- | ---------------------------------- | ------------------------------------ | ----------------------------------- | --------------------------------- | ----------------------------------------------------------------------- | --- |
| 1  | Andamane e Nicobare                | Port Blair                           | Port Blair                          | Kolkata                           | 1955                                                                    | Calcutta (1945–1956) |
| 2  | Andhra Pradesh                     | Hyderabad                            | Hyderabad                           | Hyderabad                         | 1959                                                                    | Kurnool (1953-1956) |
| 3  | Arunachal Pradesh                  | Itanagar                             | Itanagar                            | Guwahati                          | 1986                                                                    | |
| 4  | Assam                              | Dispur                               | Guwahati                            | Guwahati                          | 1975                                                                    | Shillong (1874–1972) |
| 5  | Bengala Occidentale                | Calcutta                             | Kolkata                             | Kolkata                           | 1947                                                                    | |
| 6  | Bihar                              | Patna                                | Patna                               | Patna                             | 1912                                                                    | |
| 7  | Chandigarh                         | Chandigarh                           | —                                   | Chandigarh                        | 1966                                                                    | — |
| 8  | Chhattisgarh                       | Naya Raipur                          | Raipur                              | Bilaspur                          | 2000                                                                    | — |
| 9  | Dadra e Nagar Haveli e Daman e Diu | Daman                                | —                                   | Mumbai                            | 1945; nel 201                                                           | Per Dadra e Nagar Haveli: - Mumbai (1954–1961) - Panaji (1961–1987) - Silvassa (1987–2020) Per Daman e Diu: - Ahmedabad (1961–1963) - Panaji (1963–1987) - Daman (1987–2020) |
| 10 | Territorio di Delhi                | Nuova Delhi                          | New Delhi                           | New Delhi                         | 1931                                                                    | — |
| 11 | Goa                                | Panaji                               | Porvorim                            | Mumbai                            | 1961                                                                    | Panaji (1961–1987) |
| 12 | Gujarat                            | Gandhinagar                          | Gandhinagar                         | Ahmedabad                         | 1960                                                                    | Ahmedabad (1960–1970) |
| 13 | Haryana                            | Chandigarh                           | Chandigarh                          | Chandigarh                        | 1966                                                                    | — |
| 14 | Himachal Pradesh                   | Shimla (estate) Dharamsala (inverno) | Shimla (Estate) Dharamsala(Inverno) | Shimla                            | 1971 2017                                                               | Bilaspur (1950–1956) |
| 15 | Jammu e Kashmir                    | Srinagar (estate) Jammu (inverno)    | Srinagar (estate) Jammu (inverno)   | Srinagar (estate) Jammu (inverno) | 1947                                                                    | — |
| 16 | Jharkhand                          | Ranchi                               | Ranchi                              | Ranchi                            | 2000                                                                    | |
| 17 | Karnataka                          | Bengaluru                            | Bengaluru                           | Bengaluru                         | 1940                                                                    | (Mysore) |
| 18 | Kerala                             | Thiruvananthapuram                   | Thiruvananthapuram                  | Kochi                             | 1956                                                                    | |
| 19 | Laccadive                          | Kavaratti                            | Kavaratti                           | Kochi                             | 1956                                                                    | |
| 20 | Ladakh                             | Leh (estate) Kargil (inverno)        |                                     |                                   | 2019 (in precedenza il Ladakh era parte dello Stato di Jammu e Kashmir) | — |
| 21 | Madhya Pradesh                     | Bhopal                               | Bhopal                              | Jabalpur                          | 1956                                                                    | Nagpur (1861–1956) |
| 22 | Maharashtra                        | Mumbai Nagpur (W/2nd)                | Mumbai (S+B) Nagpur (W)             | Mumbai                            | 1818 1960                                                               | — |
| 23 | Manipur                            | Imphal                               | Imphal                              | Imphal                            | 1947                                                                    | — |
| 24 | Meghalaya                          | Shillong                             | Shillong                            | Shillong                          | 1970                                                                    | — |
| 25 | Mizoram                            | Aizawl                               | Aizawl                              | Guwahati                          | 1972                                                                    | — |
| 26 | Nagaland                           | Kohima                               | Kohima                              | Guwahati                          | 1963                                                                    | — |
| 27 | Orissa                             | Bhubaneswar                          | Bhubaneswar                         | Cuttack                           | 1948                                                                    | Cuttack (1936–1948) |
| 28 | Puducherry                         | Puducherry                           | Puducherry                          | Chennai                           | 1954                                                                    | Madras (1948–1954) |
| 29 | Punjab                             | Chandigarh                           | Chandigarh                          | Chandigarh                        | 1966                                                                    | |
| 30 | Rajasthan                          | Jaipur                               | Jaipur                              | Jodhpur                           | 1950                                                                    | — |
| 31 | Sikkim                             | Gangtok                              | Gangtok                             | Gangtok                           | 1890                                                                    | — |
| 32 | Tamil Nadu                         | Chennai                              | Chennai                             | Chennai                           | 1956                                                                    | |
| 33 | Telangana                          | Hyderabad                            | Hyderabad                           | Hyderabad                         | 2014                                                                    | — |
| 34 | Tripura                            | Agartala                             | Agartala                            | Agartala                          | 1956                                                                    | — |
| 35 | Uttar Pradesh                      | Lucknow                              | Lucknow                             | Allahabad                         | 1938                                                                    | — |
| 36 | Uttarakhand                        | Dehradun                             | Dehradun                            | Nainital                          | 2000                                                                    | — |